# Pseudanthias bicolor
Pseudanthias bicolor és una espècie de peix de la família dels serrànids i de l'ordre dels perciformes.

## Morfologia
Els mascles poden assolir 13 cm de longitud total.

## Hàbitat
És un peix marí de clima tropical i associat als esculls de corall que viu fins als 5-68 m de fondària, tot i que, normalment, ho fa entre els 5-50.

## Distribució geogràfica
Es troba des de Maurici fins a les Hawaii, les Illes de la Línia, les Illes Ryukyu, les Illes Loyauté, les Illes Marshall i les Illes Carolines.